# Хайберски проход
Хайберският проход (на урду: درہ خیبر; на пущунски: کوتل خیبر) или Кибер е проход в планината Хиндукуш, свързващ Афганистан и Пакистан.
Проходът се контролира от Пакистан. Дължината му е около 45 – 55 km, а ширината му се мени от 5 до 137 метра. Кибер е ограден от стръмни скали с височина от 180 до 300 m. Най-високата му точка се намира на височина 1072 m.
През 330 г. пр. Хр. Александър Велики и армията му преминават през този проход на път към Индия.
През януари 1842 г. в този проход афганците убиват 16 000 индийско-британски войници.
През 1879 г. е построен път през Хайбер, а през 1920-те години през него е прокарана железопътна линия.
През настоящата война в Афганистан проходът е основен маршрут за доставянето на муниции на войниците от НАТО. Съзнавайки това, талибаните опитват на няколко пъти да блокират прохода в края на 2008 г. и началото на 2009 г., с което влизат в конфликт с пакистанското правителство.
През февруари 2009 г. въоръжени талибански сили разрушават мост в близост до прохода, на около 25 km северозападно от Пешавар. Въпреки че атаката на моста не е считана за важен стратегически удар, тя подтиква НАТО да ползва друг път към Афганистан – през Иран.